# Cultuureducatie
Cultuureducatie omvat alle vormen van educatie waarbij cultuur als doel of als middel wordt ingezet. Cultuuruitingen kunnen een middel zijn om andere leergebieden te ondersteunen, zoals geschiedenis, aardrijkskunde, maatschappijleer, economie of wiskunde. Meestal is het doel van cultuureducatie echter om inzicht in cultuur zelf te verwerven en vaardigheid te krijgen in artistieke technieken en uitdrukkingsvormen. Dit is het geval bij de cultuurgeoriënteerde vakken.

## Doelstellingen onderwijs
Zowel in Nederland als Vlaanderen is cultuureducatie een vast onderdeel van het leerprogramma in het basisonderwijs. In Nederland is dit het leergebied Kunstzinnige oriëntatie. De zogenaamde kerndoelen daarvan zijn dat leerlingen zich leren uitdrukken met kunstzinnige middelen, leren te reflecteren op eigen werk en dat van anderen, en kennismaken met kunst en cultuur. Ook in Vlaanderen gelden soortgelijke ontwikkelingsdoelen. Op dit moment wordt op de Rijksuniversiteit Groningen een leerplankader ontwikkeld voor cultuuronderwijs, genaamd "Cultuur in de Spiegel".
In de onderbouw van het voortgezet onderwijs in Nederland zijn vergelijkbare doelstellingen geformuleerd: de zeggingskracht van kunst ontdekken, eigen kunstzinnig werk presenteren, leren kijken en luisteren naar kunst, eigen ervaringen verbeelden, reflectie op kunstzinnig werk. In Vlaanderen kent het secundair onderwijs een aantal culturele studiegebieden, en bovendien een specifiek kunstgeoriënteerde onderwijsrichting. Dit zogenaamde kunstsecundair onderwijs is onderverdeeld in ballet, beeldende kunsten en podiumkunsten.
In het voortgezet onderwijs in Nederland is cultuur onderdeel van de vakken Nederlands, Moderne Vreemde talen, Geschiedenis, Literatuur, Kunstvakken, Culturele en Kunstzinnige Vorming (CKV) en Klassieke Culturele Vorming (KCV).

## Voorgeschiedenis
Kunst en cultuur als leergebied binnen het onderwijs bestaat al sinds de negentiende eeuw. De term cultuureducatie is echter vrij nieuw. In het begin van de jaren 90 komt het woord voor het eerst voor, als verzamelterm voor kunst-, erfgoed- en media-educatie. In de beleidsnotitie Cultuur en School van 1996 (Ministerie van Onderwijs, Cultuur en Wetenschap) wordt cultuureducatie uitgewerkt als onderdeel van een Nederlands beleidsprogramma dat de scholen meer in contact wil brengen met de culturele omgeving. Het streven is niet alleen meer aandacht voor cultuur binnen de schoolmuren, maar vooral meer interactie tussen scholen en culturele instellingen.

## Binnen en buiten de school
Via cultuureducatie op school maakt elk kind kennis met kunst en cultuur, ook degenen die daar van huis uit niet (vaak) mee in aanraking komen. Uit onderzoek blijkt dat kennismaking met cultuur op jonge leeftijd het beste beklijft.
Beeldend kunstenaars die opleiding voor BIK kunstenaar (post-hbo) hebben gevolgd, kunnen op scholen creatieve workshops en projecten op het gebied van cultuureducatie aanbieden. Alle scholen krijgen hiervoor CEPO subsidie (10,90 per leerling). Vanaf 2013 is dit geld opgenomen in de prestatiebox voor schoolbesturen.
Cultuureducatie vindt ook buiten de scholen plaats. Cultuurliefhebbers of mensen met een kunstzinnige hobby hebben diverse mogelijkheden om zich te verdiepen of te bekwamen in een kunst- of cultuurvorm. Op vrijetijdsgebied zijn er allerlei vormen van cultuureducatie, zoals cursussen op een muziekschool of centrum voor de kunsten, deskundige ondersteuning voor amateurverenigingen en educatieve programma's bij culturele instellingen.

## Cultuur is veelvormig
Via cultuureducatie leren mensen over en met cultuur; de klassieke invulling van dit begrip omvat de kunsten, cultureel erfgoed en media. De kunsten zijn: muziek, dans, theater, beeldende kunst, architectuur, film en fotografie, literatuur. Cultureel erfgoed betreft materiële zaken zoals monumenten, archeologie, museale collecties en archieven, maar ook immaterieel erfgoed zoals verhalen en overleveringen. Met de media worden de massamedia (kranten, televisie, nieuwe media zoals internet) en creatieve industrie bedoeld.
Voor al deze gebieden geldt, dat er naast de traditionele vorm (opera, sculptuur, artfilm) ook populaire vormen zijn ontstaan die het begrip cultuur verbreden en oprekken. Bijvoorbeeld: popmuziek, publieksfilm, gaming, creatieve nieuwe media, mode en design, wijktheater, enzovoort.

## Doen en ervaren
Cultuureducatie kent twee manieren van omgaan met cultuur: kijken, luisteren, ervaren van cultuuruitingen (de receptieve vorm) en zélf een kunstzinnige hobby beoefenen (de productieve of actieve vorm). In het eerste geval, cultuurbezoek, is cultuureducatie gericht op het verwerven van kennis over de achtergronden en tradities, en reflectie op de ervaring. Bij het zelf beoefenen richt cultuureducatie zich op het verder ontwikkelen van de technieken, vaardigheden en uitdrukkingsmogelijkheden, daarbij reflecterend op tradities.
Uit onderzoek blijkt dat cultuureducatie het meest effectief is in de combinatie van doen, ervaren en reflecteren (zie bijvoorbeeld Oostwoud Wijdenes/Haanstra 1997). Leren tekenen is in die optiek zowel veel oefenen als je verdiepen in de voorbeelden van de meesters op dat gebied. Aan de andere kant kan eigen acteerervaring het inzicht in film of theater verhogen.

## Cultuureducatie als ondersteunende stimulerende vorm
Een afwijkende vorm van cultuureducatie is het betrekken van culturele of kunstzinnige aspecten in andere vakgebieden. Men kan bijvoorbeeld de kleurenleer of harmonieleer invoegen in een natuurkundig lesprogramma en het culturele onderwerp wetenschappelijk educatief invullen. Musicologie is een studie die deze mengvorm veel toepast en zowel gericht is op culturele lesprogramma's en natuurkundige programma's over consonantie en akoestiek.